# Gerald Washington
Gerald Washington (* 23. April 1982 in San José, Kalifornien) ist ein US-amerikanischer Boxer im Schwergewicht.
Ende Juli 2012 gewann Washington gegen Blue DeLong sein Profidebüt durch technischen K. o. in Runde 1. Am 13. Oktober 2015 boxte er gegen Amir Mansour unentschieden. Ende April des darauffolgenden Jahres bezwang er seinen Landsmann Eddie Chambers über acht Runden einstimmig nach Punkten (80:72, 80:72, 79:73).